# Kompleks miedziowy chlorofilu
Kompleks miedziowy chlorofilu (E141) – organiczny związek chemiczny, pochodna chlorofilu, stosowana jako barwnik spożywczy oraz środek medycyny niekonwencjonalnej. Może być wytwarzany syntetycznie.
Dopuszczalne dzienne spożycie wynosi 15 mg/kg ciała.
Wyróżniamy dwa kompleksy chlorofilu:
- E141(i) – miedziowe chlorofili
- E141(ii) – sodowe lub potasowe sole kompleksów miedziowych chlorofili

## Zastosowanie

### Przemysł spożywczy
Zupy, sosy, naturalne owoce w zalewie oraz niesfermentowane napoje mleczne.

### Medycyna
Substancja czynna licznych środków stosowanych wewnętrznie w celu zmniejszenia zapachu ciała, w tym związanego z inkontynencją, kolostomią itp. Zewnętrznie stosowany również w leczeniu ran i kontuzji skóry.